# Vladimir Vladimirovič Musin-Puškin
Il conte Vladimir Vladimirovič Musin-Puškin (in russo Владимир Владимирович Мусин-Пушкин?; Mosca, 8 febbraio 1870 – Pančevo, 12 ottobre 1923) è stato un nobile e politico russo.

## Biografia
Proveniva da un'antica famiglia aristocratica di Mosca. Figlio del conte Vladimir Ivanovič Musin-Puškin e Varvara Alekseevna (1832-1885), figlia di Aleksej Vasil'evič Šeremetev. Dopo la morte dei genitori, crebbe nella famiglia della zia, Natal'ja Afanas'evna Stolypina. Nel 1893, si laureò presso l'Università di Mosca.

## Carriera
Servì come soldato del 3º Reggimento di cavalleria. Nel 1894, raggiunse il grado di guardiamarina. Nel 1905-1908, prestò servizio in qualità di funzionario per gli ordini speciali del Ministero delle finanze.
Nel 1912, fu eletto membro della Duma di Stato della provincia di Mosca. Il 30 ottobre 1914, servì come alfiere dell'11º reggimento degli Ussari. In seguito, fu licenziato dal servizio per un ritorno all'attività parlamentare.
Dopo la Rivoluzione d'ottobre, partecipò al movimento bianco, combattendo nell'esercito di volontari e VSJuR. Nelle file dell'esercito volontario vi erano anche i suoi tre figli, e il più giovane fu ucciso nel 1920. Nell'autunno 1920, se ne andò a Costantinopoli. Successivamente, emigrò in Jugoslavia.

## Matrimonio
Sposò la contessa Marija Illarionovna Voroncova-Daškova (1872-1927), la figlia del governatore del Caucaso, il conte Illarion Ivanovič Voroncov-Daškov. Ebbero tre figli:
- Roman (1895-1970)
- Vladimir (1898-1973)
- Illarion (1902-1920)

## Morte
Morì nel 1923, a Pančevo.